# 富山GRNサンダーバーズの選手一覧
富山GRNサンダーバーズの選手一覧（とやまGRNサンダーバーズのせんしゅいちらん）は、日本海リーグの富山GRNサンダーバーズ（2021年まではベースボール・チャレンジ・リーグ、2022年は日本海オセアンリーグにそれぞれ加盟）に所属する選手、およびかつて所属していた主な選手の一覧である。
便宜上「保有選手」については本来の守備位置内に記載する。

## 首脳陣
| 背番号 | 名前     | 役職       |
| ------ | -------- | ---------- |
| 70     | 上原茂行 | 監督       |
| 78     | 永森大士 | 総合コーチ |

## 所属選手

### 投手
| 背番号 | 選手名               | 投 | 打 | 備考                          |
| ------ | -------------------- | -- | -- | ----------------------------- |
| 11     | 荒井京介             | 右 | 右 | 2025年度新入団                |
| 12     | 瀧川優祐             | 右 | 右 |                               |
| 13     | 小林路春             | 右 | 右 | 2025年度新入団 登録名「路春」 |
| 14     | 西尾柊哉             | 右 | 左 | 2025年度新入団                |
| 15     | 小笠原天汰           | 右 | 右 |                               |
| 16     | 石灰一晴             | 右 | 右 | 2025年度新入団                |
| 17     | 渡邊蒼               | 右 | 右 | 投手キャプテン                |
| 18     | 道﨑亮太             | 右 | 右 | 投手副キャプテン              |
| 19     | シャピロマシュー一郎 | 右 | 右 | 2025年度新入団                |
| 20     | 杉山晴都             | 右 | 左 |                               |
| 21     | 浅芽楓河             | 右 | 左 | 2025年度新入団                |
| 22     | 伊吹聖矢             | 右 | 右 | 2025年度新入団                |
| 30     | 関川峻司             | 右 | 右 | 2025年度新入団                |
| 31     | 石川潤               | 右 | 右 | 2025年度新入団                |
| 34     | 誉田凌央             | 右 | 右 |                               |
| 35     | 齊藤俊輔             | 右 | 右 | 2025年度新入団                |
| 41     | 日渡柊太             | 右 | 両 | 2025年度新入団                |

### 捕手
| 背番号 | 選手名     | 投 | 打 | 備考                            |
| ------ | ---------- | -- | -- | ------------------------------- |
| 26     | 柘榴英樹   | 右 | 右 | 2025年度新入団 登録名「ザク」   |
| 28     | 岩室真     | 右 | 右 | 登録名「シン」                  |
| 29     | 關口赤彗星 | 右 | 右 | 2025年度新入団 登録名「シャア」 |

### 内野手
| 背番号 | 選手名   | 投 | 打 | 備考                              |
| ------ | -------- | -- | -- | --------------------------------- |
| 2      | 島田倭吉 | 右 | 右 | 登録名「カズヨシ」                |
| 3      | 小林斗輝 | 右 | 右 | 2025年度新入団 登録名「斗輝」     |
| 4      | 玉生貴一 | 右 | 右 | 2025年度新入団                    |
| 5      | 古賀太智 | 右 | 左 | 2025年度新入団                    |
| 6      | 瀧本駿   | 右 | 右 | 野手副キャプテン                  |
| 7      | 嶋田武留 | 右 | 左 | 登録名「武留」 外野手登録から変更 |
| 9      | 三好辰弥 | 右 | 左 | 野手キャプテン 外野手登録から変更 |
| 23     | 金子智哉 | 右 | 右 |                                   |

### 外野手
| 背番号 | 選手名   | 投 | 打 | 備考             |
| ------ | -------- | -- | -- | ---------------- |
| 1      | 幌村黛汰 | 右 | 左 | 2025年度新入団   |
| 8      | 根本剛希 | 右 | 右 | 2025年度新入団   |
| 24     | 境勇惺   | 右 | 左 | 背番号37から変更 |
| 25     | 瀧野真仁 | 右 | 右 | 2025年度新入団   |

## 過去に在籍していた主な選手
富山サンダーバーズ時代を含む。

### NPB入団選手
※年はNPB入団前の最終所属年度。当球団から直接入団した選手に限る。
- 2008年
  - 野原祐也 - 阪神タイガース（育成ドラフト1位、2009年 - 2012年）、2013年富山復帰
- 2010年
  - 加藤貴大 - 東北楽天ゴールデンイーグルス（育成ドラフト1位、2011年 - 2013年）
- 2017年
  - ジョシュ・コラレス - 東北楽天ゴールデンイーグルス、2011年 - 2013年）
  - 和田康士朗 - 千葉ロッテマリーンズ（育成ドラフト1位、2018年 - ）
  - エディソン・バリオス - 横浜DeNAベイスターズ（2018年 - 2019年、元・福岡ソフトバンクホークス）
  - フランシスコ・ペゲーロ - 千葉ロッテマリーンズ（2018年）
- 2018年
  - デュアンテ・ヒース - 埼玉西武ライオンズ（2018年 - 2019年、元・広島東洋カープ）2020年に富山復帰
  - 湯浅京己 - 阪神タイガース（ドラフト6位、2019年 - ）
  - 海老原一佳 - 北海道日本ハムファイターズ（育成ドラフト1位、2019年 - 2021年）
  - 古村徹 - 横浜DeNAベイスターズ（2019年 - 2020年、以前の所属球団に選手として5年ぶりに復帰）
- 2019年
  - ホセ・フローレス - 千葉ロッテマリーンズ（2020年 - 2021年）
- 2020年
  - サンディ・サントス - 千葉ロッテマリーンズ（2021年 - 2022年）
- 2021年
  - 速水将大 - 千葉ロッテマリーンズ（育成ドラフト2位、2022年 - 2023年）
- 2022年
  - ジョアン・タバーレス - 中日ドラゴンズ（2022年、元・広島東洋カープ）
- 2023年
  - 大谷輝龍 - 千葉ロッテマリーンズ（ドラフト2位、2024年 - ）
  - 松原快 - 阪神タイガース（育成ドラフト1位、2024年 - ）
  - 髙野光海 - 千葉ロッテマリーンズ（育成ドラフト3位、2024年 - ）
- 2024年
  - 佐野大陽 - 阪神タイガース（ドラフト5位、2025年 - ）

### その他
- 生島大輔 - のち淡路島ウォリアーズ監督（2024年）
- 板倉寛樹
- 伊東大輔
- 乾真大 - 元：読売ジャイアンツ。コーチ兼任、ベストナイン（2018年）
- 井野口祐介 - 最多打点（2007年）
- 榎本葵 - 元：東京ヤクルトスワローズ
- 大家友和 - 元：クリーブランド・インディアンス
- 大島嵩輝 - 最多勝利（2023年）
- 小山内大和 - 最優秀防御率（2008年）、最多勝利（2008年）、ベストナイン（2008年）、前期MVP（2008年）、シーズンMVP（2008年）、退団後阪神タイガース打撃投手
- 河田直人 - ベストナイン（2017年）
- 甘露寺仁房
- 佐藤康平 - 最優秀防御率（2016年）
- 島村功記 - 最高出塁率（2023年）
- ジョニー・セリス - 滋賀・群馬を経て引退後、北海道日本ハムファイターズ臨時通訳（2020年）、茨城アストロプラネッツ監督（2021年）、福岡北九州フェニックスヘッドコーチ → 現役復帰して内野手兼任ヘッドコーチ（2022年 - 2023年）
- 杉山直久 - 元：阪神タイガース ※コーチ兼任
- 高塩将樹 - 2024年より中華職業棒球大聯盟・統一ライオンズ
- 立野和明 - 元・北海道日本ハムファイターズ、最優秀WHIP（2024年）
- タフィ・ローズ - 元：オリックス・バファローズ ※コーチ兼任
- テルビン・ナッシュ - 地区首位打者（2020年）、地区最多本塁打（2020年）、地区最多打点（2020年）、登録名「ナッシュ」
- 永森大士 - 2014年からコーチを務め、2020年には球団代表も兼任した。2021年より千葉ロッテマリーンズスカウト
- 成瀬友登 - ベストナイン（2010年）
- 根本大輝 - ベストナイン（2022年）
- 秦裕二 - 元：横浜ベイスターズ、2014年よりコーチ兼任、引退後1シーズン専任コーチ
- 萩原淳由 - 最多セーブ（2009年）
- 林悠太 - 最優秀防御率（2023年）
- 日名田城宏 - 引退後、ビジネスマンとなり、2020年に所属する企業でマスクを製造したことが報じられる[2]。
- フレディ・バイエスタス - 元：オリックス・バファローズ）
- 松井宏次 - 元：東北楽天ゴールデンイーグルス　※コーチ兼任
- 三橋直樹 - 元：横浜ベイスターズ
- 望月源氏 - 登録名「M-GENJI」「源氏」
- 矢野広将 - ベストナイン（2022年）
- 山川晃司 - 元：東京ヤクルトスワローズ、最多セーブ（2022年・2023年）
- 山本雅士 - 元：中日ドラゴンズ、地区最多奪三振（2020年）
- ロイ鈴木 - 地区最多本塁打（2021年）
- 渡邉潤 - 地区最優秀防御率（2021年）

## 歴代監督
- 鈴木康友 （2007年 - 2009年）
- 横田久則 （2010年 - 2011年）
- 進藤達哉 （2012年 - 2013年）
- 吉岡雄二 （2014年 - 2017年）
- 伊藤智仁 （2018年）
- 二岡智宏 （2019年）
- 田畑一也 （2020年）
- 吉岡雄二 （2021年 - 2024年）